# I-mscp
i-MSCP (internet Multi Server Control Panel) war eine Software (OSS), die das Management geteilter Hosting Umgebungen auf Linux Servern erleichterte. Sie kam mit einer großen Auswahl an Modulen für verschiedene Services wie zum Beispiel Apache2, ProFTPd, Dovecot, Courier, Bind9, Roundcube, und konnte leicht mit Plugins erweitert werden. Zudem gab es Anpassungsmöglichkeiten mit Listener Dateien, die die Eventbasierte API nutzen.
Die letzte stabile Version war 1.5.3 (Build 2018120800) (Codename Ennio Morricone), die am 8. Dezember 2018 veröffentlicht wurde.

## Schlüsselpersonen
- Laurent Declercq (Frankreich) – CEO, Lead Developer
- Glenn B. Jakobsen (Schweden) – Logistik, Hoster (Kazi Network)

## Lizenz
i-MSCP hat eine Dual Lizenz. Ein Teil des Basiscodes ist lizenziert unter der Mozilla Public License. Jeder weitere Code wird unter der GNU LESSER GENERAL PUBLIC LICENSE Version 2.1 (LGPLv2) entwickelt. Um den Lizenzkonflikt zu lösen, wird parallel eine vollständige Neuentwicklung durchgeführt mit dem Ziel einer LGPLv2 Lizenz.

## Leistungen

### Unterstützte Linux-Distributionen
- Debian Jessie 8.x, Stretch 9.x
- Devuan Jessie 1.0, ASCII 2.0
- Ubuntu Trusty Thar 14.04, Xenial Xerus 16.04, Bionic Beaver 18.04

### Unterstützte Dienste / Services
- Web Server: Apache (ITK, Fcgid and FastCGI/PHP-FPM), Nginx
- Name Server: Bind9
- MTA (Mail Transfer Agent): Postfix
- MDA (Mail Delivery Agent): Courier, Dovecot
- Database: MySQL, MariaDB, Percona
- FTP-Server: ProFTPD, vsftpd
- Web Statistik: AWStats

### Zusatzprogramme
- PhpMyAdmin
- Pydio
- Net2ftp
- Roundcube
- Rainloop

### Plugins
- i-MSCP plugin store

## Ähnliche Software
- cPanel
- Froxlor
- ISPConfig
- ispCP
- Plesk
- SysCP